# All I Do Is Win
"All I Do Is Win" é o segundo single oficial do quarto álbum de estúdio de DJ Khaled, Victory. A faixa apresenta os artistas T-Pain, Ludacris, Snoop Dogg e Rick Ross. Foi lançado como o segundo single oficial depois de "Fed Up". Foi lançado em 8 de Fevereiro de 2010 junto com "Put Your Hands Up". O single foi certificado como Ouro em 5 de junho de 2010. É o único single que entrou no Hot 100 do álbum.

## Vídeo musical
O videoclipe estreou na 106 e Park da BET na quinta-feira dia 3 de março de 2010, juntamente com o vídeo de "Put Your Hands Up". O vídeo tem DJ Khaled nos prêmios e sua aposta é filmada na maior parte com uma tela verde. Tem uma cena dele nos 2008 BET Hip-Hop Awardsaceitando um prêmio por sua canção "I'm So Hood (Remix)". O vídeo apresenta cameos de Cam'ron, Trina, Vado, DJ Nasty, Cool & Dre, Fat Joe, Ace Hood, Rum, Ball Greezy, Triple C's, Lil Wayne e toda a família Nappy Boy (excepto Young Cash) e artistas da Maybach Music Group, Magazeen, Masspike Miles & Duce Pound. O vídeo é dirigido por Gil Green.
Depois do verso de Snoop Dogg no vídeo, ele mostra T-Pain a puxar um iPhone. Na tela que mostra o "Am T-Pain" app.
De acordo com o twitter de DJ Khaled, um vídeo para o remix oficial foi feito. O vídeo é também dirigido por Gil Green. Fotos das filmagens também vazaram na internet. Um vídeo por trás das cenas foi lançado em 2 de junho de 2010. O remix do vídeo músical foi lançado em 29 de junho de 2010.

## Remix
Em 28 de abril de 2010, o remix oficial foi lançado. Possui Nicki Minaj, Rick Ross, Busta Rhymes, Diddy, Fabolous, Jadakiss, Fat Joe, Swizz Beatz nos vocais de fundo, e T-Pain. O verso de Jadakiss é uma amostra de "Allergic to Losing", uma canção do seu mixtape de 2010 The Champ Is Here 3. O remix foi lançado como single digital no iTunes em 8 de junho de 2010. Um vídeo da música foi feito e foi lançado em 29 de junho de 2010. Red Cafe, Junior Reid, Ace Hood & DJ Nasty & LVM fizeram aparições no vídeo. Swizz Beatz não foi incluído no vídeo. DJ Khaled também bate um verso sobre o remix.
Há um outro remix intitulado "Hood Remix" ou "G-Mix", por Nappy Boy. O remix tem uma linha de rap de novo para cima, Yo Gotti, Gudda Gudda, Bun B, Iceberg, Tity Boi, T-Pain & Field Mob. Nesta versão, em vez de T-Pain no refrão, Young Ca$h está, enquanto T-Pain oferece um verso de sua autoria.

## Desempenho nas paradas
| Parada (2009–2010)                   | Posição |
| ------------------------------------ | ------- |
| U.S. Billboard Hot 100               | 24      |
| U.S. Billboard Hot R&B/Hip-Hop Songs | 8       |
| U.S. Billboard Rap Songs             | 6       |
| Canadian Hot 100                     | 69      |
| German Black Chart                   | 12      |